# Amfilochiusz (Siergijewski-Kazancew)
Amfilochiusz, imię świeckie Pawieł Iwanowicz Siergijewski-Kazancew (ur. 8 czerwca?/20 czerwca 1818 w Lubicach, zm. 8 lipca?/20 lipca 1893 w Rostowie) – rosyjski biskup prawosławny. Prowadził badania z zakresu paleografii słowiańskiej oraz greckiej.

## Życiorys
Był synem sługi cerkiewnego. Ukończył seminarium duchowne w Kałudze w 1844. Następnie podjął wyższe studia teologiczne w Moskiewskiej Akademii Duchownej. W ich czasie złożył 14 listopada 1842 wieczyste śluby mnisze, zaś 1 sierpnia 1844 został wyświęcony na hieromnicha. W tym samym roku ukończył studia jako kandydat nauk teologicznych i został skierowany do pracy w charakterze nadzorcy niższej szkoły duchownej w Suzdalu. Osiem lat później otrzymał godność archimandryty i został nadzorcą szkół duchownych w Rostowie oraz przełożonym monasteru św. św. Borysa i Gleba w Rostowie.
W 1858 został przełożonym monasteru Nowe Jeruzalem, jednak już na początku kolejnej dekady wymieniany jest jako zwykły mnich monasteru św. Mikołaja na Ugrieszy, a następnie monasteru Opieki Matki Bożej w Moskwie. W obydwu wspólnotach zajmował się swoimi badaniami naukowymi z zakresu paleografii. W 1874 ponownie mianowano go przełożonym monasteru, tym razem został skierowany do Monasteru Daniłowskiego.
1 maja 1888 przyjął chirotonię na biskupa pomocniczego eparchii jarosławskiej i rostowskiej z tytułem biskupa uglickiego, na stałe przebywał jednak w Rostowie. Kontynuował swoje badania paleograficzne i prace nad publikacją zabytków piśmiennictwa słowiańskiego.

### Praca naukowa i wydawnicza
Amfilochiusz (Siergijewski-Kazancew) prowadził samodzielne badania w dziedzinie paleografii. Niezwykle pracowity, nie miał jednak profesjonalnego przygotowania filologicznego, co zmniejsza wartość jego prac. Zgromadził obszerne kolekcje rękopisów, które następnie przekazywał bibliotekom.
Przeprowadził badania tekstu i wydał odpisy Ewangeliarza halickiego, Ewangeliarza Archangielskiego, Oktoichu Strumickiego, Apostoła Karpińskiego oraz Apokalipsy Rumiancewa. Opublikował również kazania i pouczenia św. Dymitra z Rostowa, napisał żywoty św. Irynarcha Rostowskiego i św. carewicza Dymitra.
Jego najważniejszą pracą z zakresu paleografii greckiej jest Paleograficzeskoje opisanije grieczeskich rukopisiej c IX po XVII w. opriedielonnych let. Za pracę o Pandektach Antiocha otrzymał Nagrodę Diemidowską, zaś Nagrodę Łomonosowa Cesarskiej Petersburskiej Akademii Nauk - za całokształt prac w zakresie paleografii greckiej, wydanie Ewangeliarza Halickiego oraz tekstów i wariantów Księgi Psalmów.